# Unenlagini
Unenlagini (lat. Unenlagiinae) je potporodica dromeosaurida, i to jedna od najprimitivnijih. Njihovi ostaci potiču iz Južne Amerike i Madagaskara. Prvi put su se pojavili u razdoblju rane krede, prije 125 milijuna godina, a izumrli su prije 65,5 milijuna godina, kada je počelo izumiranje dinosaura (K-T izumiranje).
U unenlagine spadaju neki od najvećih dromeosaurida, kao što je Austroraptor (5,8 metara), ali i neki od najmanjih, kao što su Buitreraptor (1,5 m) i Rahonavis (70 cm).

## Rodovi
U ovu potporodicu spadaju sljedeći rodovi:
- Austroraptor
- Buitreraptor
- Neuquenraptor
- Rahonavis
- Unenlagia
- Unquillosaurus

## Galerija
- Rahonavis
- Austroraptor
- Buitreraptor

## Vanjske poveznice
- http://www.paleodb.org/cgi-bin/bridge.pl  Arhivirana inačica izvorne stranice od 31. kolovoza 2009. (Wayback Machine)